# Mage (comics)
Mage est une série de comics écrite et dessinée par Matt Wagner.

## Mage: The hero discovered
En 1982, trois étudiants décident de fonder une maison d'édition, Comico, dont le premier comics s'intitule Primer. Dans le deuxième numéro de celui-ci Matt Wagner, ami des trois, crée le personnage de Grendel. Toujours chez cet éditeur, il lance en mai 1985 une nouvelle série nommée Mage : The hero discovered. Ce comics raconte les aventures de Kevin Matchstick, qui est une réincarnation du roi Arthur. Dans le premier numéro il apprend qui il est et gagne une batte de base-ball qui est en fait excalibur. La série dure quinze épisodes jusqu'en décembre 1986.

## Mage: The Hero Defined
En 1987, la première série de Mage est rééditée en trois albums. Il est alors prévu qu'une nouvelle série intitulée Mage: The Hero Defined prenne la suite. Cependant, Comico fait faillite et le projet est abandonné d'autant que des problèmes empêchent Wagner de donner corps à la suite prévu. C'est seulement en juillet 1997 qu'il peut enfin publier Mage: The Hero Defined chez Image Comics. Cette deuxième série compte aussi 15 numéros.

## Mage: The Hero Denied
En 2017 commence la troisième partie de la trilogie de Mage. Toujours publiée par Image elle comprend aussi 15 numéros dont le dernier paraît en 2019.